# Sparta (Észak-Karolina)
Sparta település az Amerikai Egyesült Államok Észak-Karolina államában, Alleghany megyében, melynek megyeszékhelye is. Lakosainak száma 1834 fő (2020. április 1.).

## Népesség
A település népességének változása:

| 2010 | 1 770 |
| 2020 | 1 834 |